# Tarvis
Tarvis (furlanisch und deutsch, italienisch: Tarvisio, slowenisch: Trbiž) ist eine Stadt mit 3942 Einwohnern (Stand 31. Dezember 2023) in Italien im nordöstlichsten Teil der Region Friaul-Julisch Venetien im italienisch-österreichisch-slowenischen Dreiländereck im Kanaltal.

## Geografie
Tarvis liegt etwa 750 m über dem Meeresspiegel an der Autobahn A23 und der Pontafelbahn genannten Eisenbahnstrecke Villach–Udine.
Tarvis wurde bis ins 17. Jahrhundert oft Klein-Tarvis in Abgrenzung zu Groß-Tarvis (Treviso im Veneto) genannt. Der Name leitet sich vom Fluss Tervis (heute Rio Bartolo) her. Andere Deutungen gehen von der geografischen Lage aus. Tarvis liegt am Kreuzungspunkt dreier Wege, so könnte der Name auch von tres viis oder tres viae stammen. Tarvis sowie die benachbarten Gemeinden Arnoldstein (Österreich) und Kranjska Gora (Slowenien) bilden einen kulturell und geographisch bedeutenden Dreiländerpunkt, an dem die romanischen, germanischen und slawischen Volks-, Sprach- und Kulturräume Europas aufeinandertreffen.

### Gemeindegliederung
Fraktionen sind: Tarvis/Tarvisio, Goggau/Coccau, Weißenfels/Fusine in Valromana, Raibl/Cave del Predil, Saifnitz/Camporosso und Greuth/Rutte.

### Ortschaften
Auf dem Gemeindegebiet befinden sich neben dem Hauptort Tarvis folgende weitere größere Ortschaften: Coccau (deutsch: Goggau, slowenisch: Kokova), Fusine in Valromana (deutsch: Weißenfels, slowenisch: Bela peč/Fužine), Cave del Predil (deutsch: Raibl, slowenisch: Rabelj), Camporosso (deutsch: Saifnitz, slowenisch: Žabnice), Rutte (deutsch: Greuth, slowenisch: Trbiške rute), Riofreddo (deutsch: Kaltwasser, slowenisch: Mrzla Voda).

### Nachbargemeinden
Angrenzende Orte sind: Chiusaforte (deutsch: Klausen, slowenisch: Kluže) und Malborghetto Valbruna (deutsch: Malborgeth-Wolfsbach, slowenisch: Naborjet-Ovčja vas) in Italien, Arnoldstein (slowenisch: Podklošter) und Hohenthurn (slowenisch: Straja vas) in Österreich sowie Kranjska Gora (deutsch: Kronau) und Bovec (deutsch: Flitsch) in Slowenien.

## Geschichte
Die Stadt hat römische Wurzeln; einige römische Grabinschriften wurden in der Zeit der Habsburgermonarchie in die Kirchenmauer eingearbeitet. Von 1007 bis 1759 gehörte der Ort zum Hochstift Bamberg. Schon 1571 erhielt die Siedlung das Recht, am Bartholomäustag einen Jahrmarkt abzuhalten.

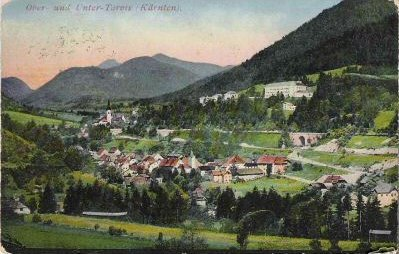
Tarvis um 1915

Im Jahr 1880 hatte die damalige Marktgemeinde Tarvis 2953 Einwohner. Davon waren 2735 deutsch- (93 %) und 137 slowenischsprachig (5 %).
1909 wurde die Gemeinde zur Stadt erhoben und bekam ein Wappen. Bis 1918 gehörte sie zum Herzogtum Kärnten, somit zu Österreich-Ungarn und war Garnisonsstadt des k.u.k. Mährisch-Schlesischen Feldjäger-Bataillons Nr. 5. Nach 1918 waren in der heute zivilen Zwecken dienenden La-Marmora-Kaserne Alpini untergebracht, zuletzt Teile des Bataillons Gemona. Tarvis liegt an alten Handelsstraßen und hatte auch bergbauliche Bedeutung. Die Stadt profitierte lange vom kleinen Grenzverkehr zwischen Österreich und Jugoslawien bzw. Slowenien. Heute sind vor allem Tourismus und insbesondere der Bergsport (Bergsteigen, Trekking) und der Wintersport wichtig. Die Karawanken, die Karnischen Alpen und die Julier bieten interessante Möglichkeiten.

## Bevölkerungsentwicklung

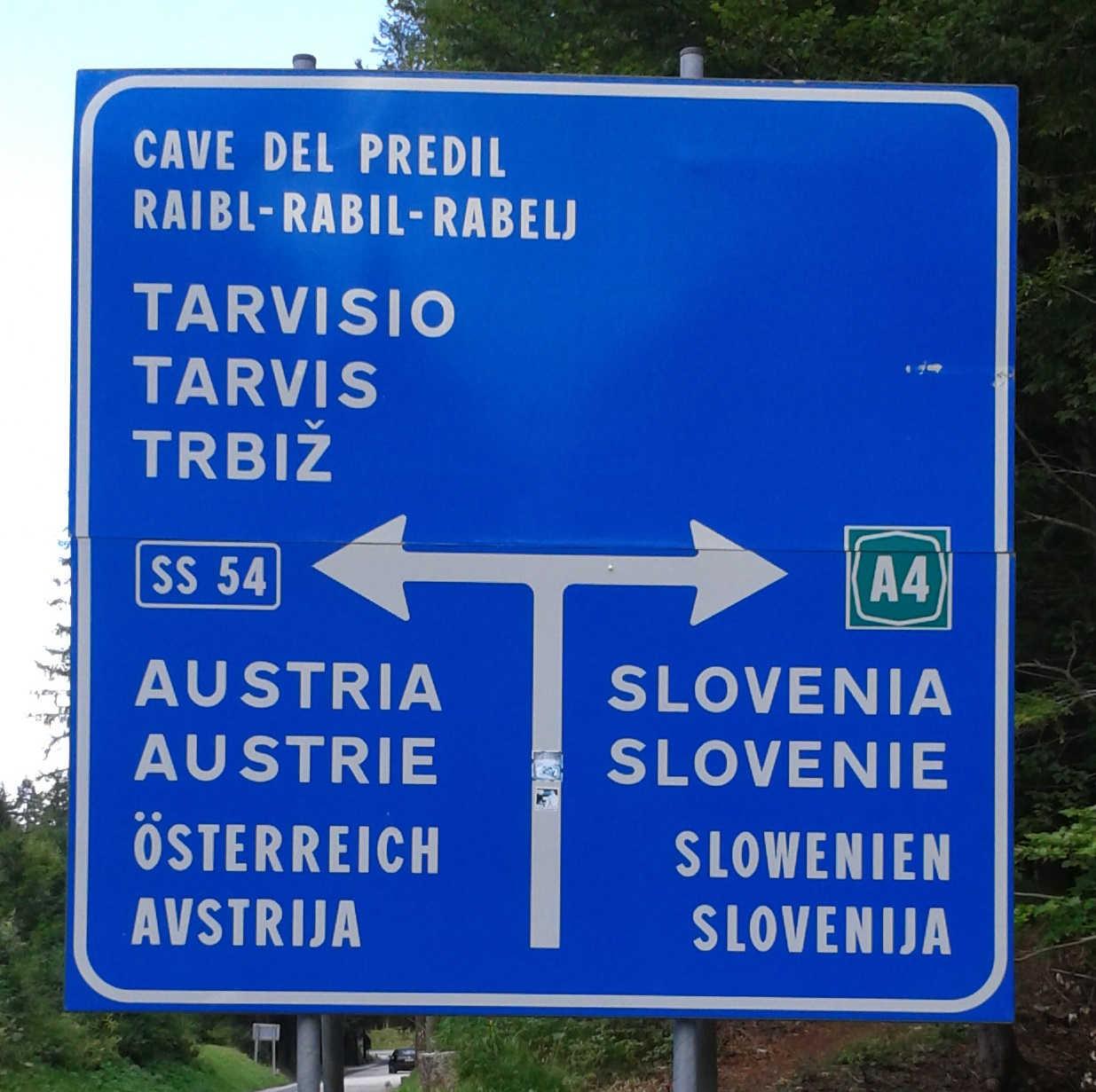
Viersprachiges Straßenschild

| Jahr          | 1921 | 1931 | 1936 | 1951 | 1961 | 1971 | 1981 | 1991 | 2001 | 2011 |
| Einwohnerzahl | 5863 | 6724 | 6253 | 6438 | 6845 | 6468 | 5985 | 5961 | 5071 | 4577 |

Quelle

## Sprachengeschichte
Die Bewohner der Stadt waren, wie im gesamten oberen Kanaltal, bis 1918 überwiegend deutschsprachig mit einer, hauptsächlich im Ortsteil Raibl lebenden, slowenischsprachigen Minderheit. Durch den Wegzug der Deutschsprachigen durch die Option 1939 bilden jene aber nur noch eine Minderheit gegenüber den Italienischsprachigen. Die vier Amtssprachen in Tarvis sind: Italienisch, Deutsch, Friulanisch und Slowenisch.

## Sehenswürdigkeiten

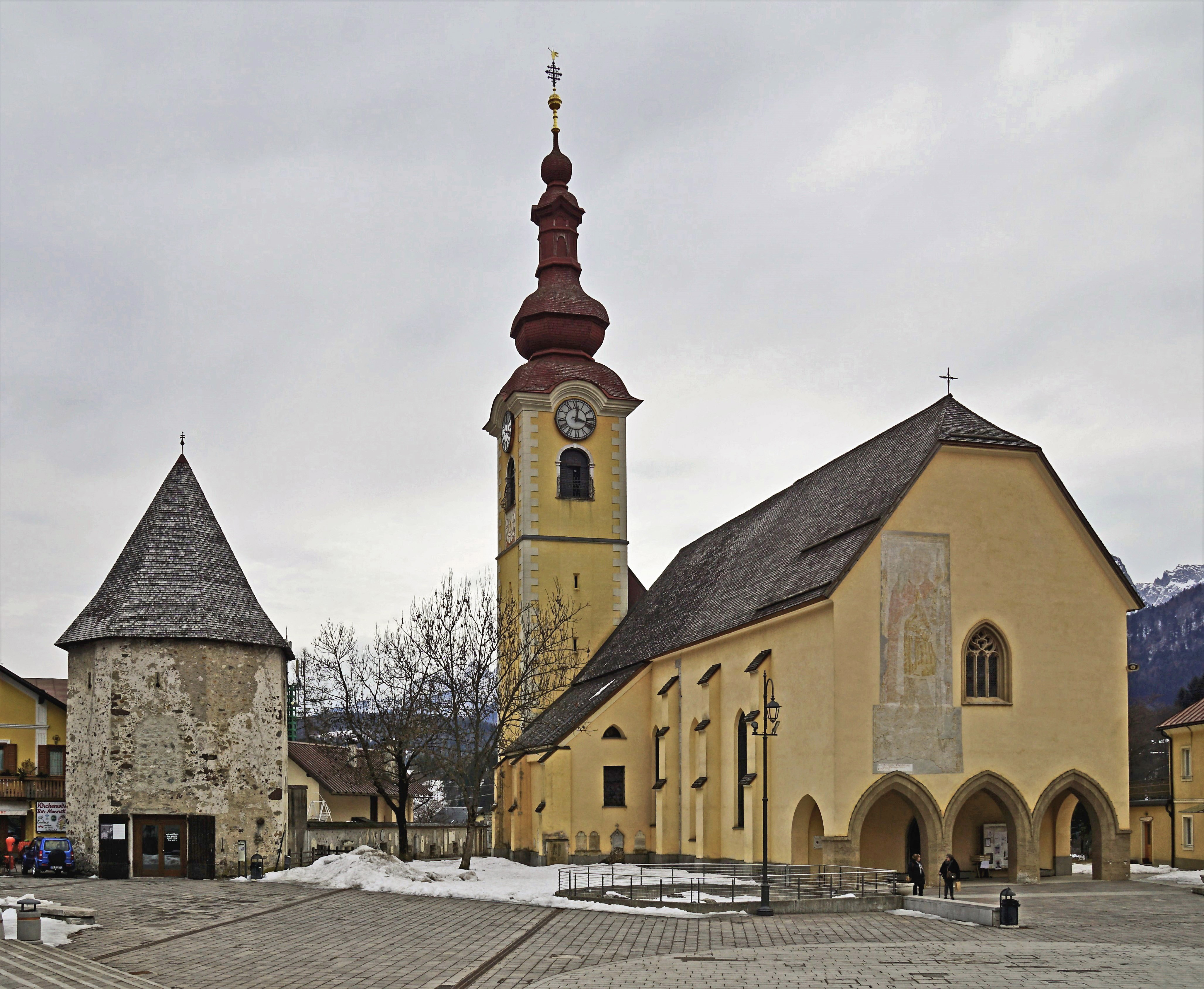
Die Pfarrkirche

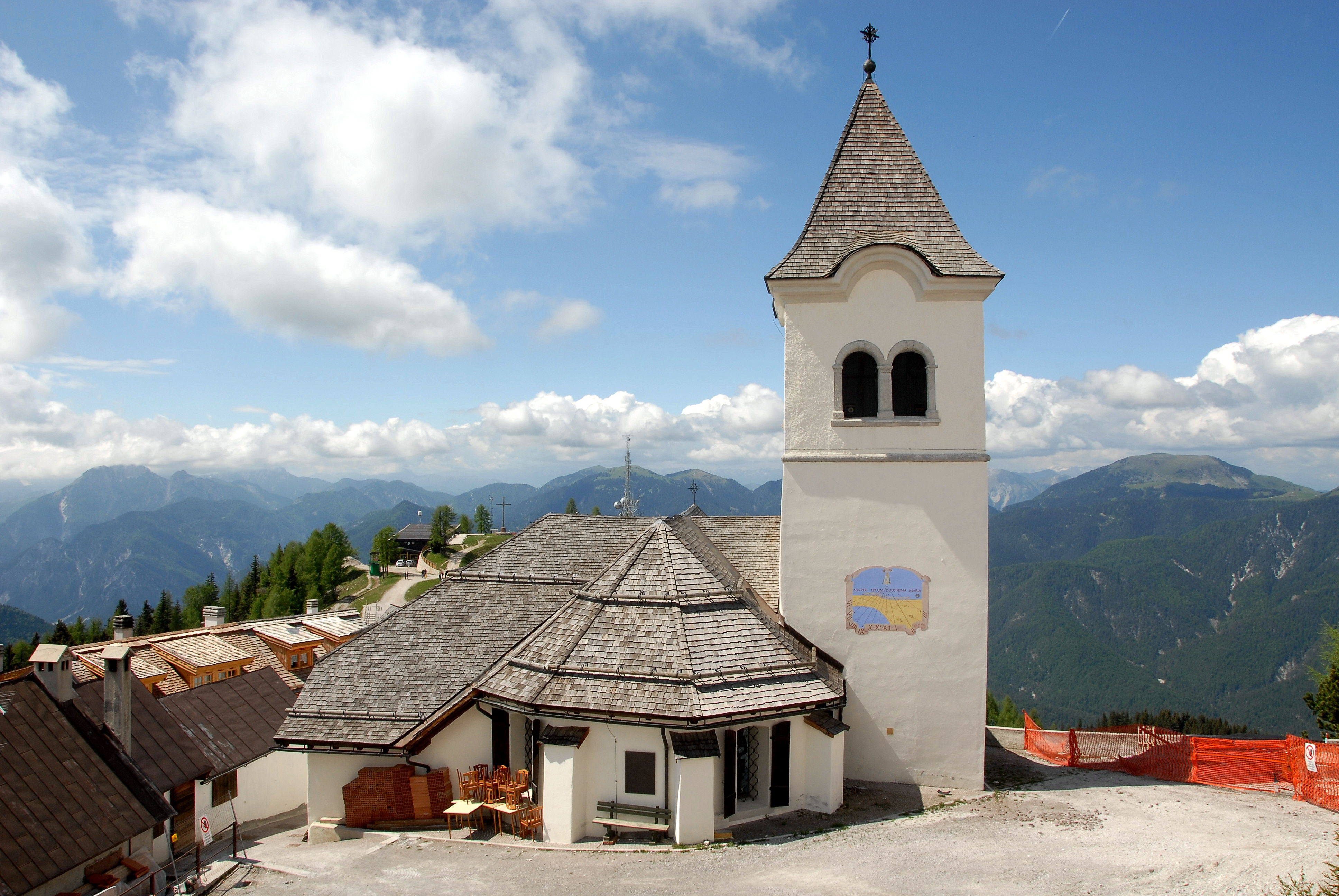
Luschariberg (Monte Santo di Lussari)

- Die spätgotische Pfarrkirche Sankt Peter und Paul geht auf eine unter dem Bamberger Bischof Albert von Wertheim 1399 errichtete Kapelle zurück. Die heutige Kirche wurde, wie eine Inschrift über dem Westportal zeigt, 1445 erbaut, im 17. Jahrhundert durch kleine Seitenschiffe erweitert und 1960 20 m nach Westen verlängert. Die Fresken der Außenwand aus dem 16. Jahrhundert wurden dabei außer dem Christophorusbild ins Innere verlagert. In den 1960er Jahren wurden im Chorraum Fresken des 15. und 16. Jahrhunderts freigelegt. Die neugotischen, farbigen Glasfenster in der Apsis wurden 1887 geschaffen, jene im Langhaus 1962.

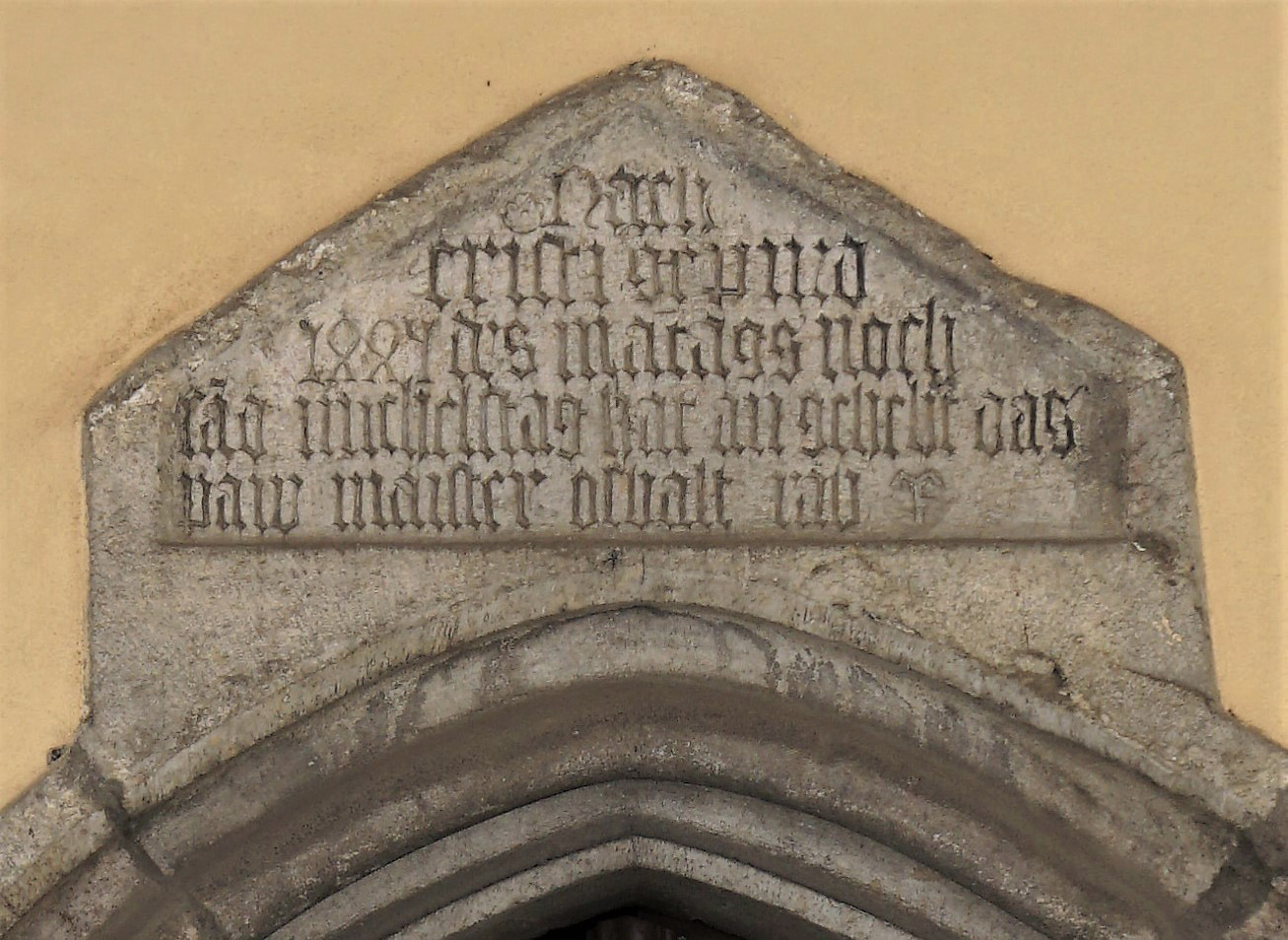
Steinplatte mit dem Gründungsjahr 1445
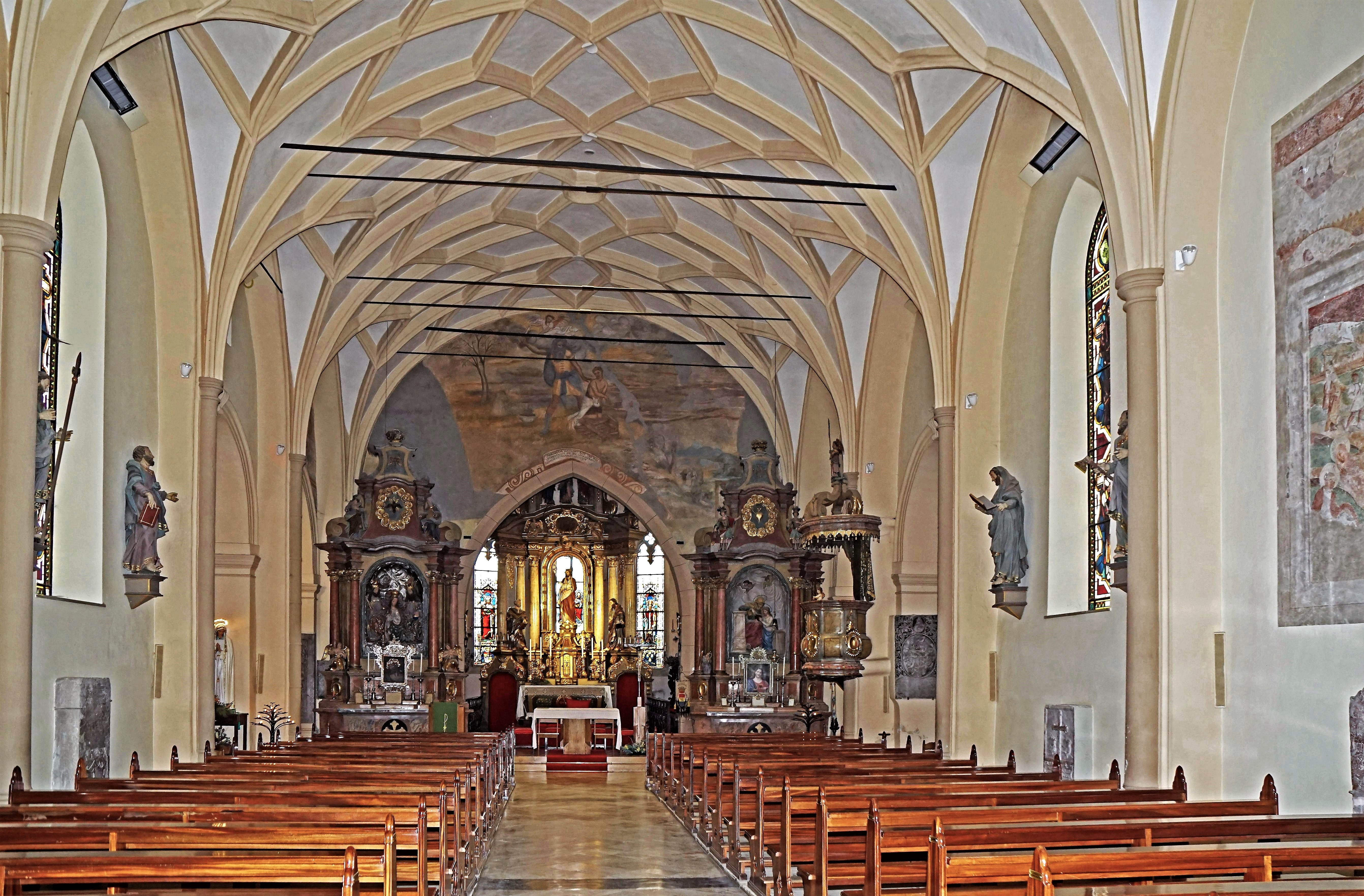
Innenansicht der Pfarrkirche
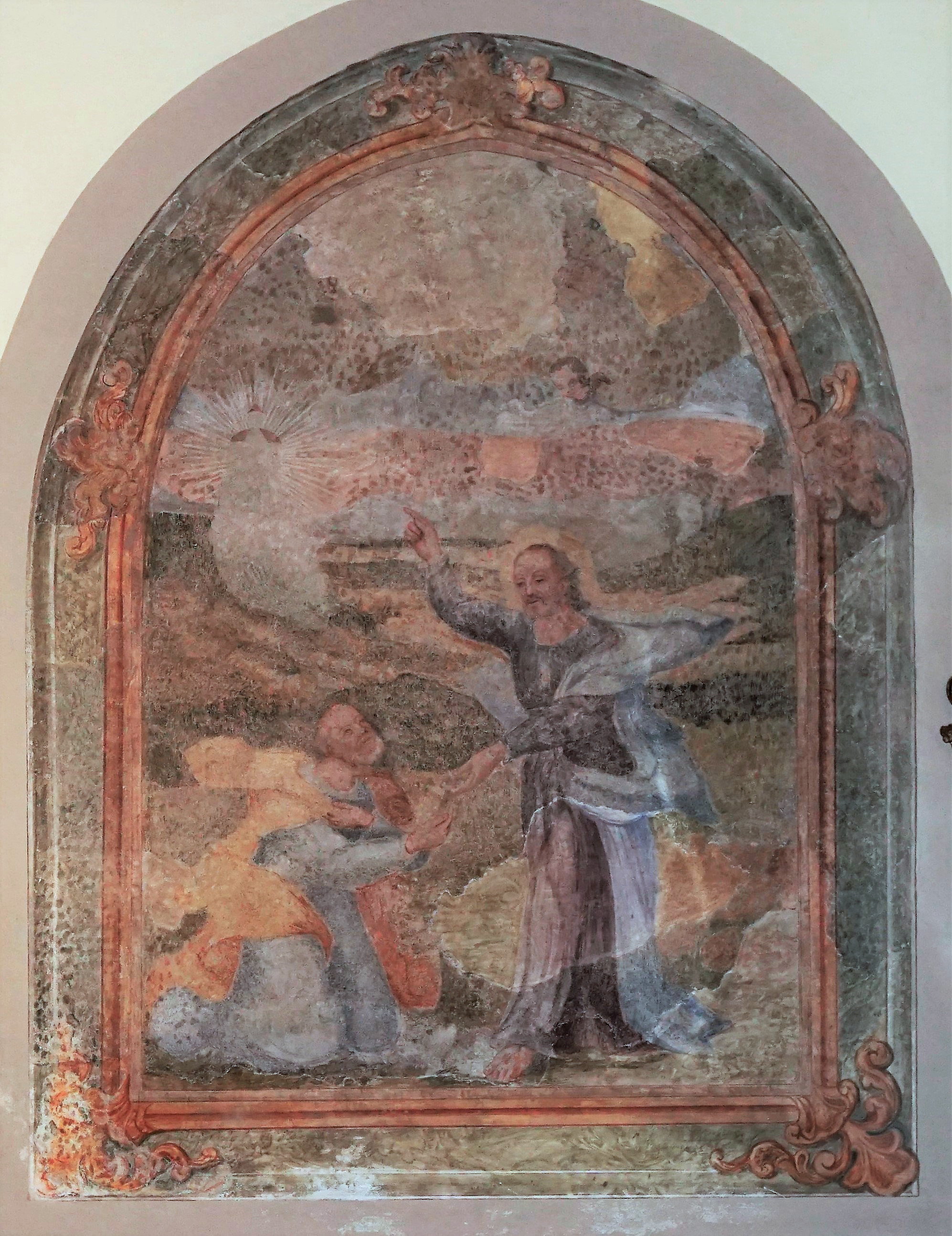
Fresko: Jesus überträgt das Primat an Petrus
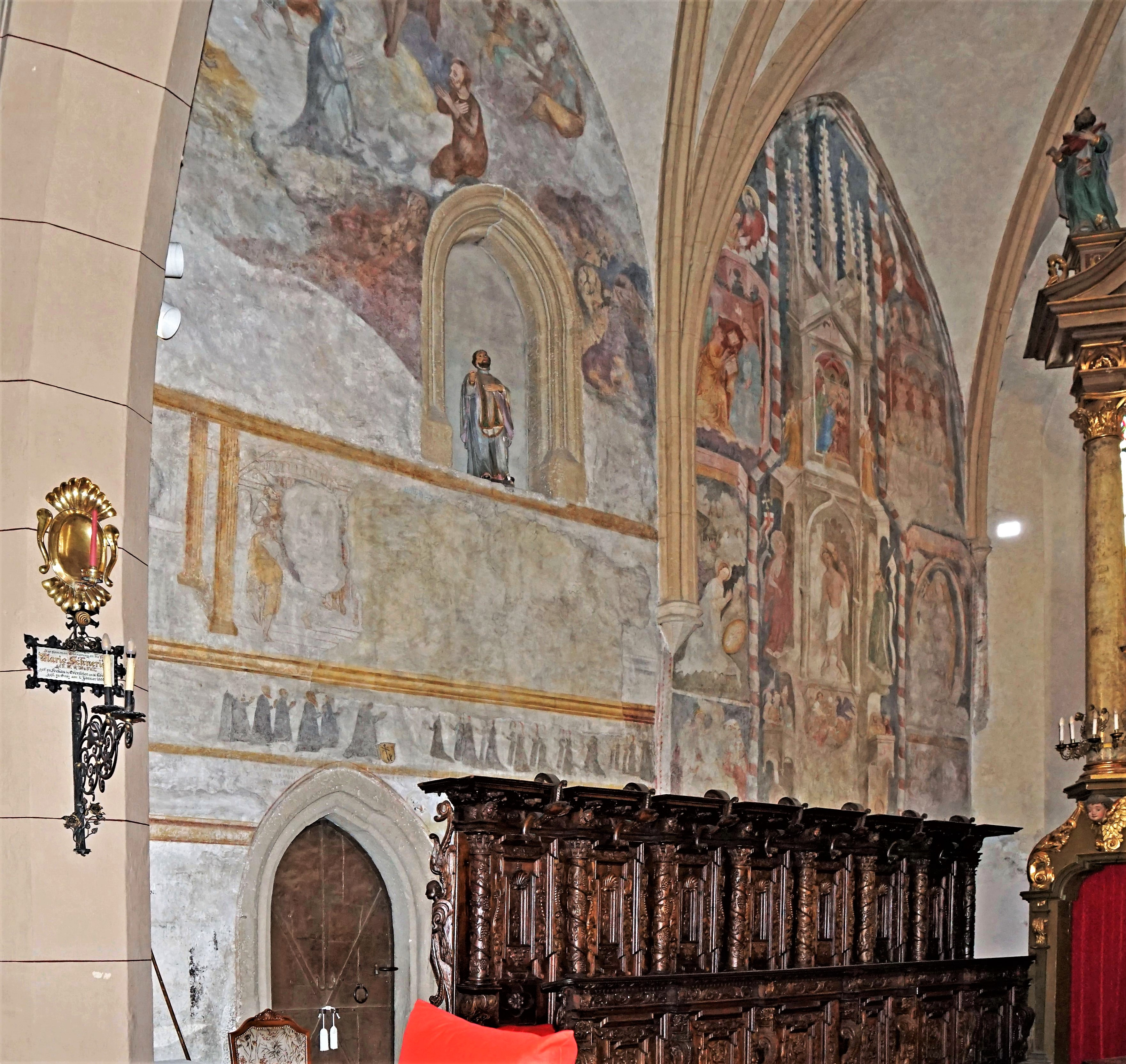
Blick in den Chor
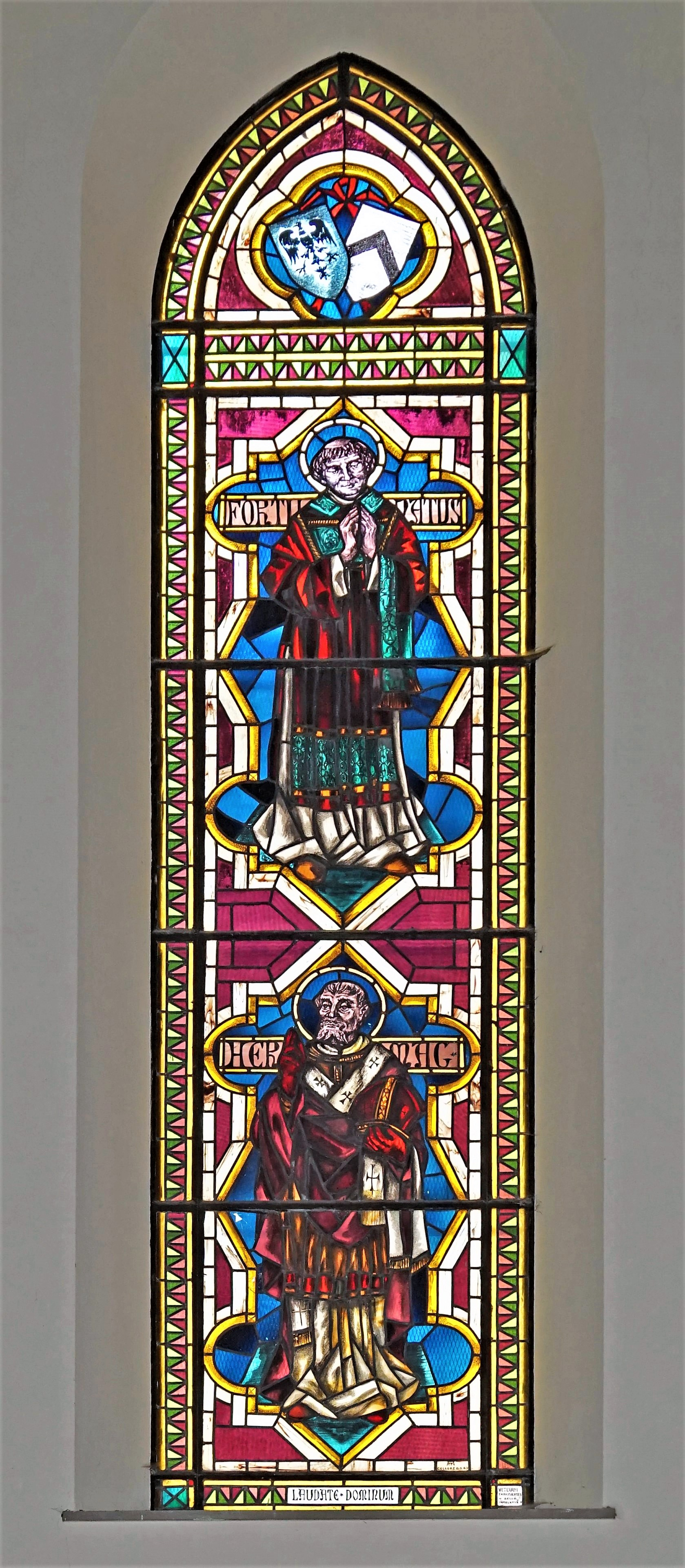
Fenster mit den Hll. Hermagoras und Fortunatus im Langhaus

Der Hochaltar von 1722 ist ein sechssäuliger Ädikula-Altar mit Opfergängen. Die Statuen stellen die Kirchenpatrone Petrus links und Paulus rechts dar. Die Mittelfigur des Guten Hirten stammt aus dem 19. Jahrhundert. Im Schrein des linken Seitenaltars steht eine geschnitzte und farbig gefasste Marienkrönung aus der Villacher Schule (16. Jahrhundert). Im Schrein des rechten Seitenaltars stehen Figuren der Heiligen Anna mit Maria als Kind. Die Gruppe wurde im 19. Jahrhundert in Gröden gefertigt. Die schlichte, barocke Kanzel stammt aus dem 18. Jahrhundert. Der Schalldeckel wird durch einen Engel mit Kreuz bekrönt.

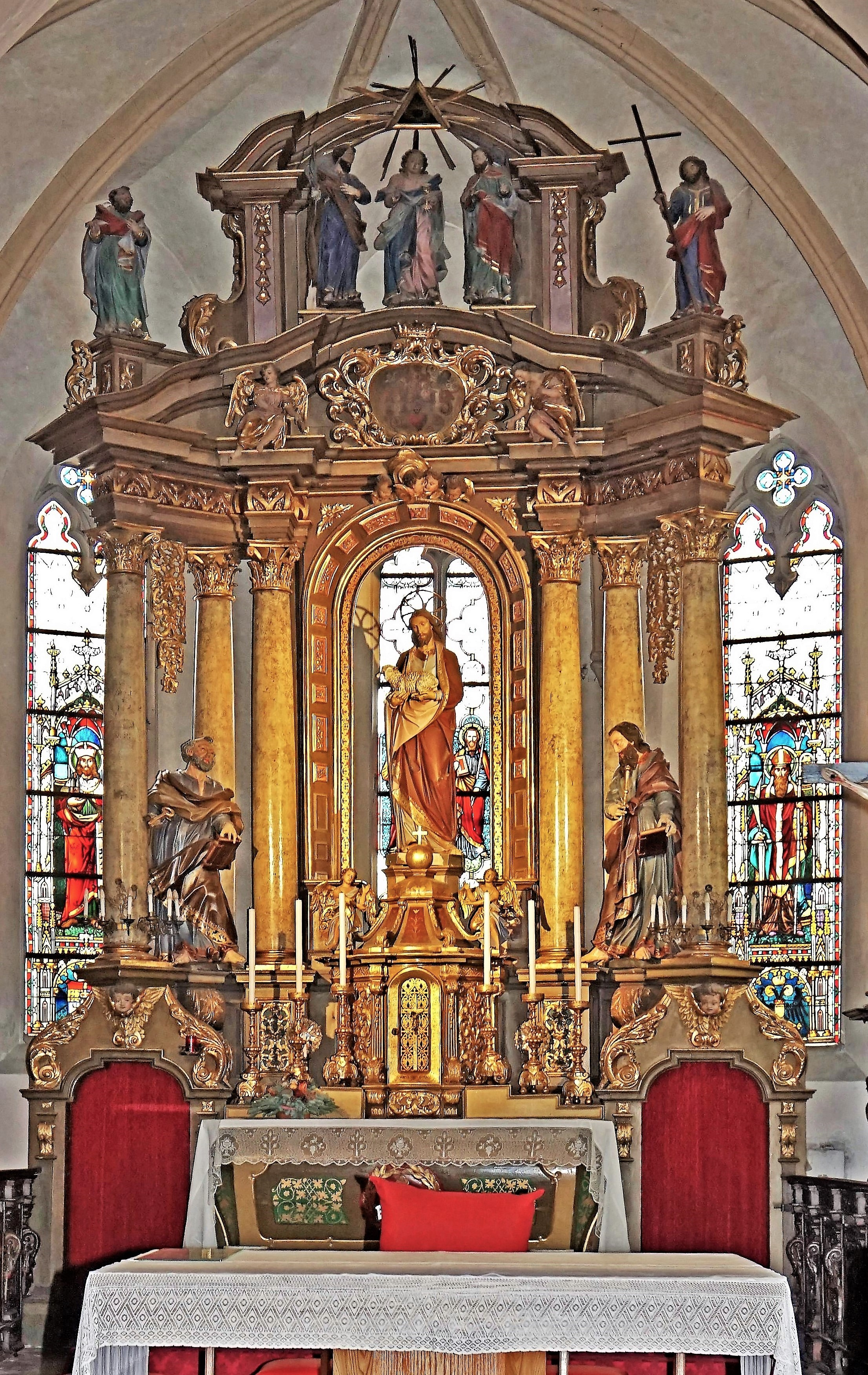
Der Hochaltar
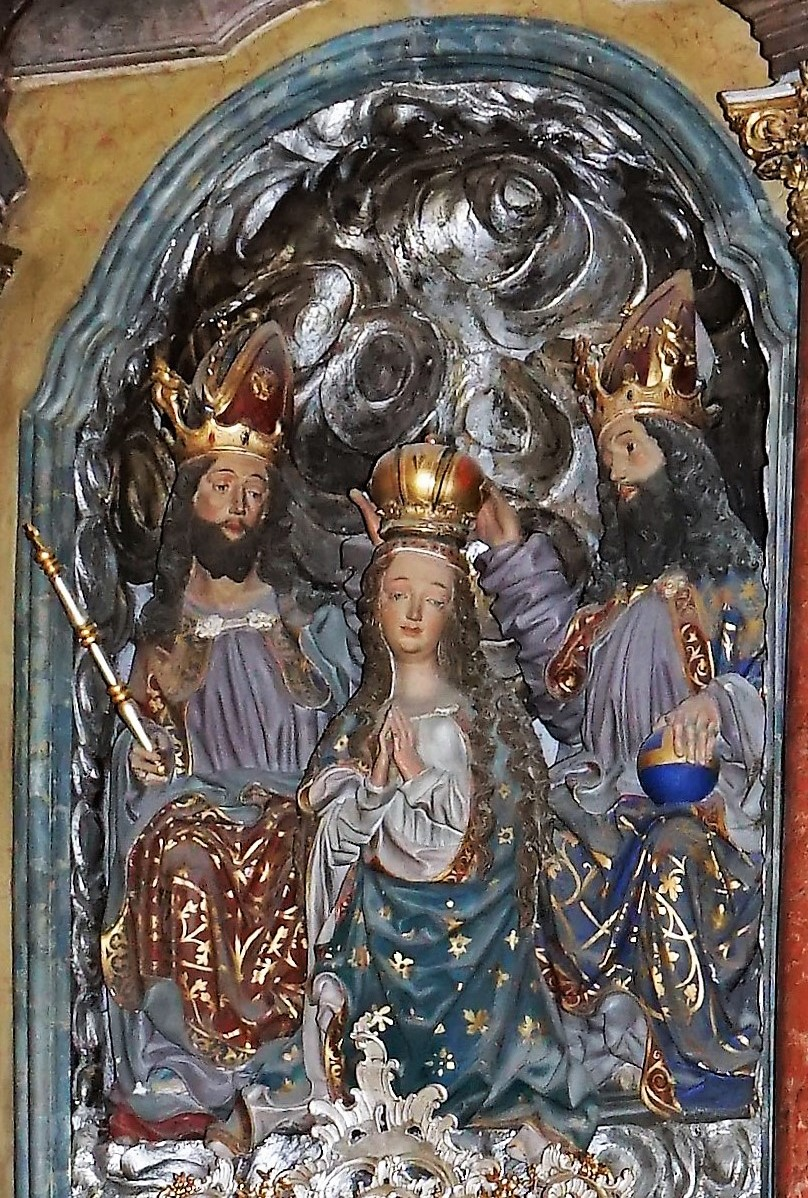
Marienkrönung, linker Seitenaltar
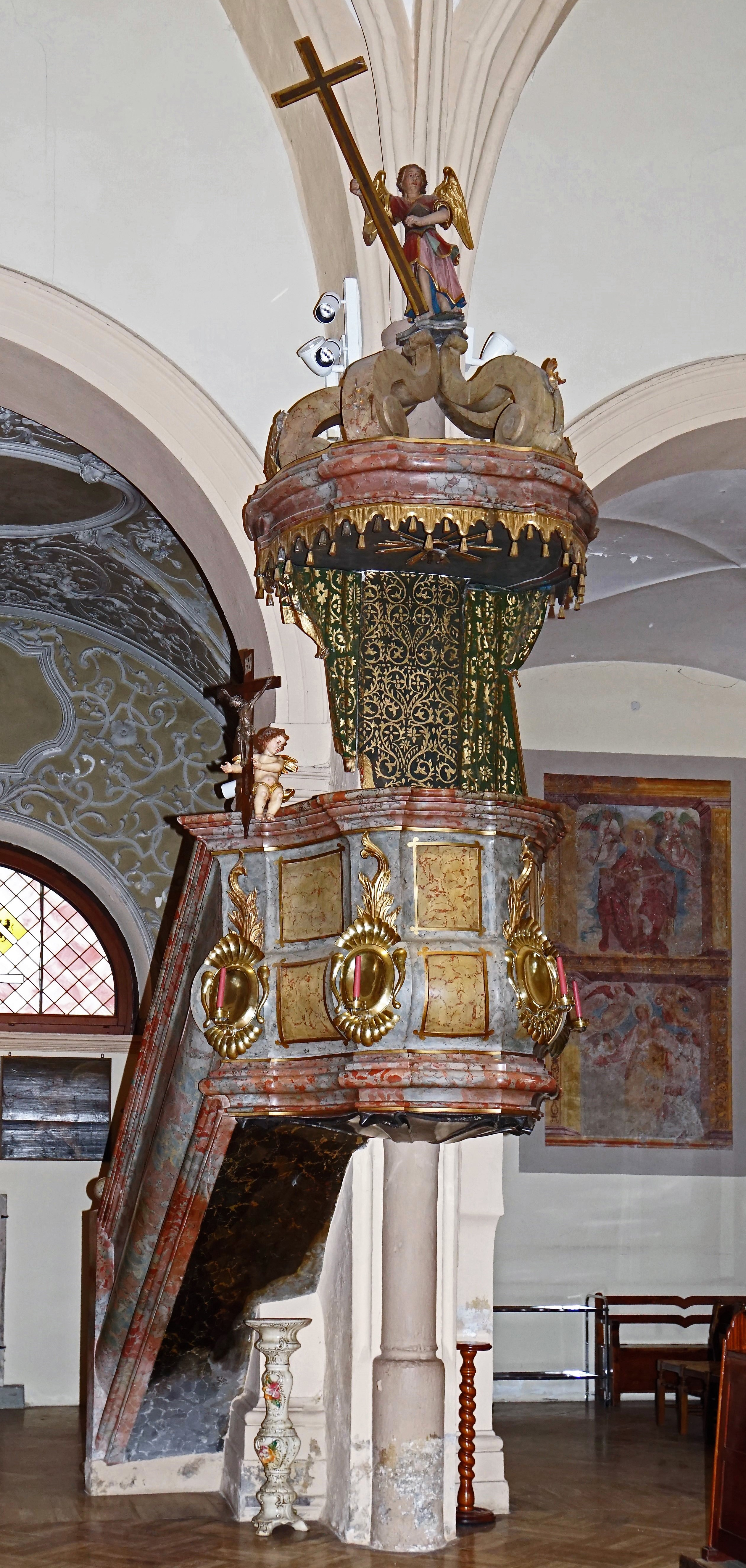
Die Kanzel

- Santuario della Beata Virgine sul Monte Lussari, Marienwallfahrtskirche auf dem Luschariberg

## Bürgermeister
Renato Carlantoni ist seit dem Jahr 2007 Bürgermeister von Tarvis. In seiner Amtszeit soll der Markt renoviert werden und noch mehr viersprachige Aufschriften auf den Ämtern angebracht werden: „Die Ortsansässigen haben das Recht, sich in ihrer Muttersprache zu äußern.“

## Markt
Der Tarviser Markt wurde schon in den 1950er-Jahren, als es in Österreich noch Warenmangel gab, von unzähligen Kärntnern besucht. Der „Fetzenmarkt“ in Untertarvis zog täglich tausende Einkaufstouristen an, vor allem Österreicher und Slowenen. In den 1990er-Jahren kamen Ungarn, Slowaken, Tschechen und Polen hierher zum Einkauf. Mittlerweile wird der Markt an Wochentagen kaum noch aufgesucht, und alteingesessene Geschäftsleute sprechen von enormen Umsatzrückgängen. Lediglich an den Wochenenden zieht das Geschäft spürbar an. Vor allem Villach mit dem neuen Einkaufszentrum und der Innenstadt wurde zur unmittelbaren Konkurrenz.

## Wintersport
Neben den Langlaufloipen, die über die Wiesen gezogen werden, gibt es alpine Abfahrten, neu erschlossene Pisten sowie ein Sprungstadion. Tarvis hat eine lange Tradition im Wintertourismus und ist wirtschaftlich davon abhängig.
Der Alpine Skiweltcup hat 2007, 2009 und 2011 in Tarvis Station gemacht. Absolviert wurden jeweils eine Abfahrt, ein Super-G und eine Super-Kombination der Damen.

## Bildergalerie

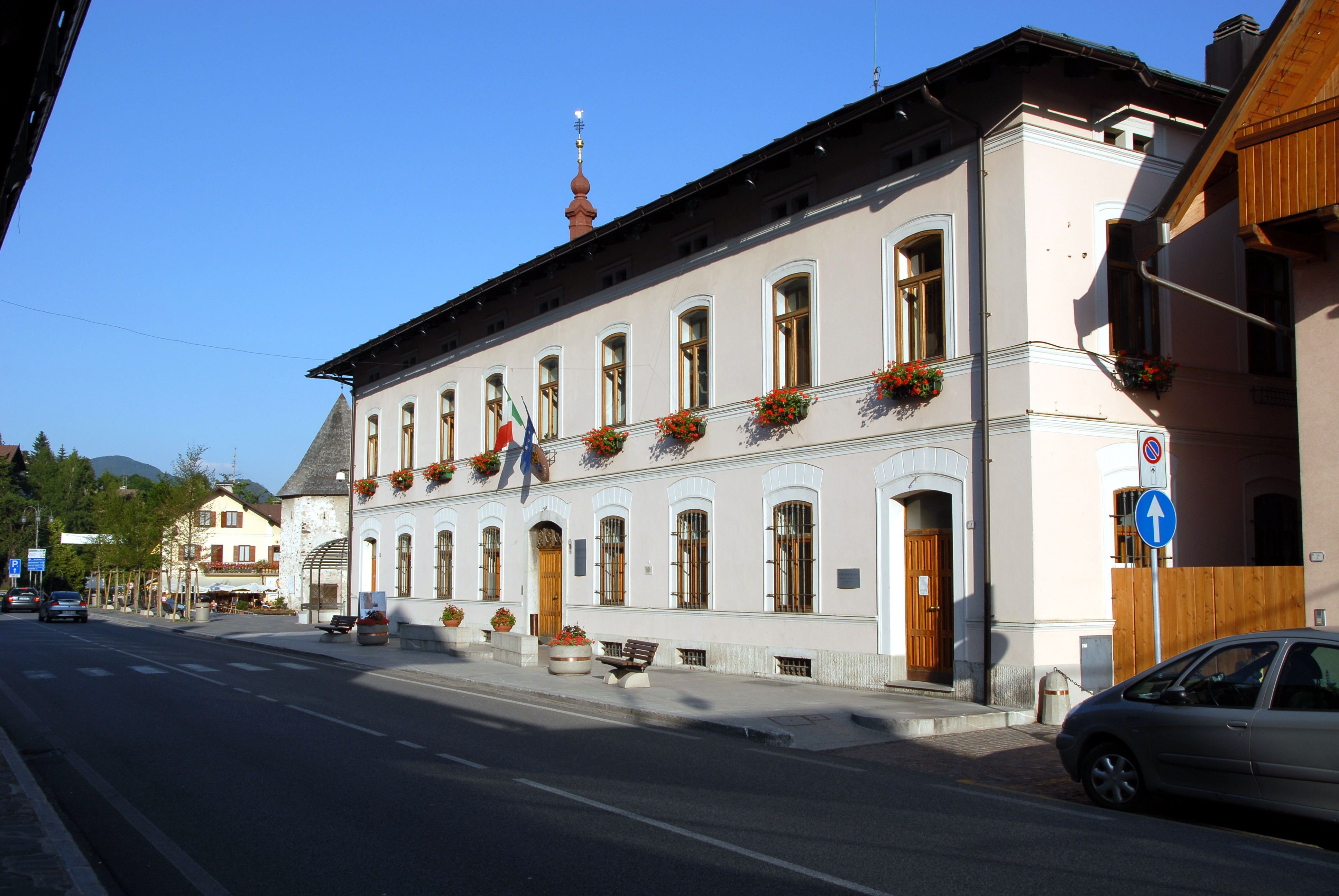
Tarviser Rathaus
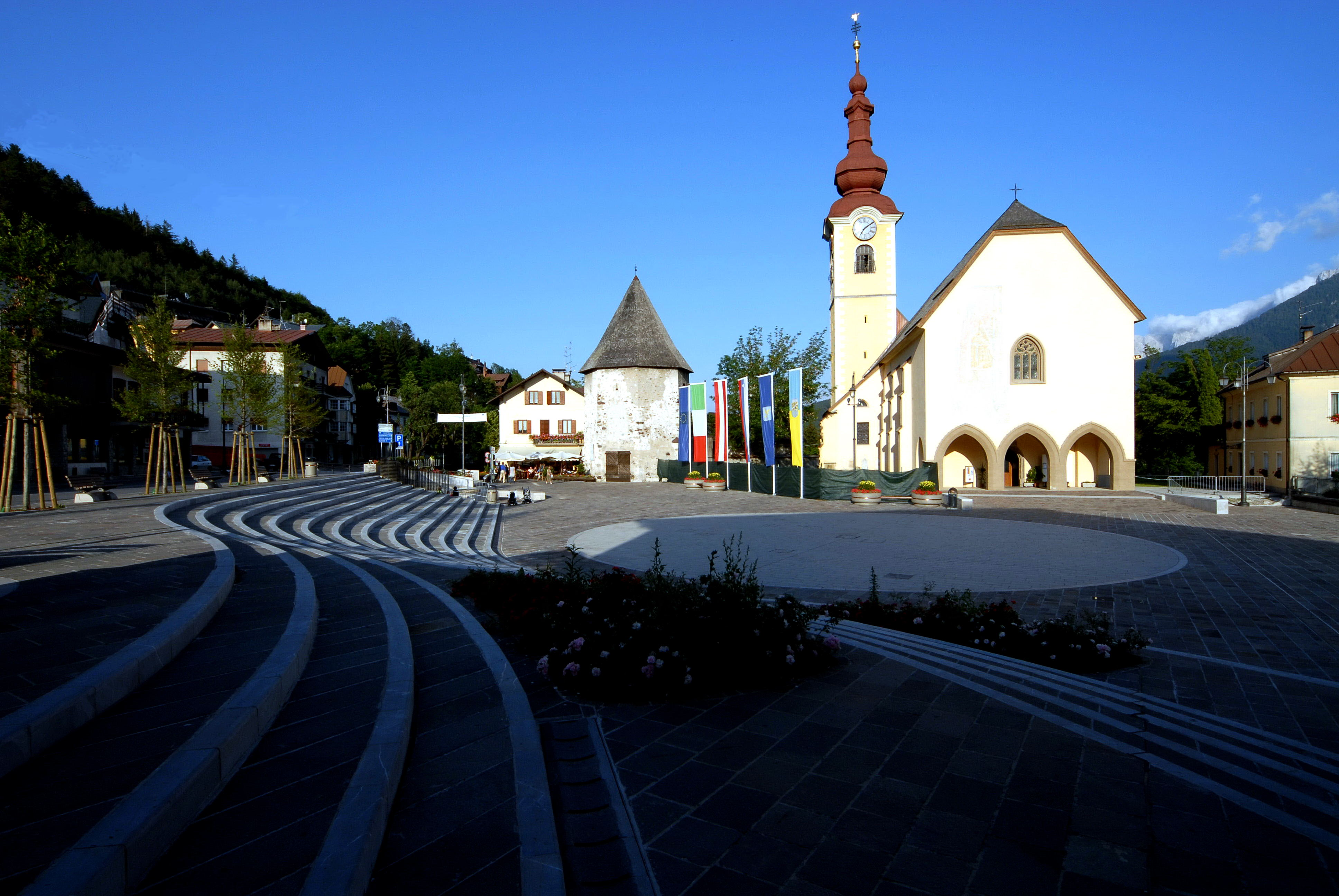
Tarviser Hauptplatz mit Pfarrkirche
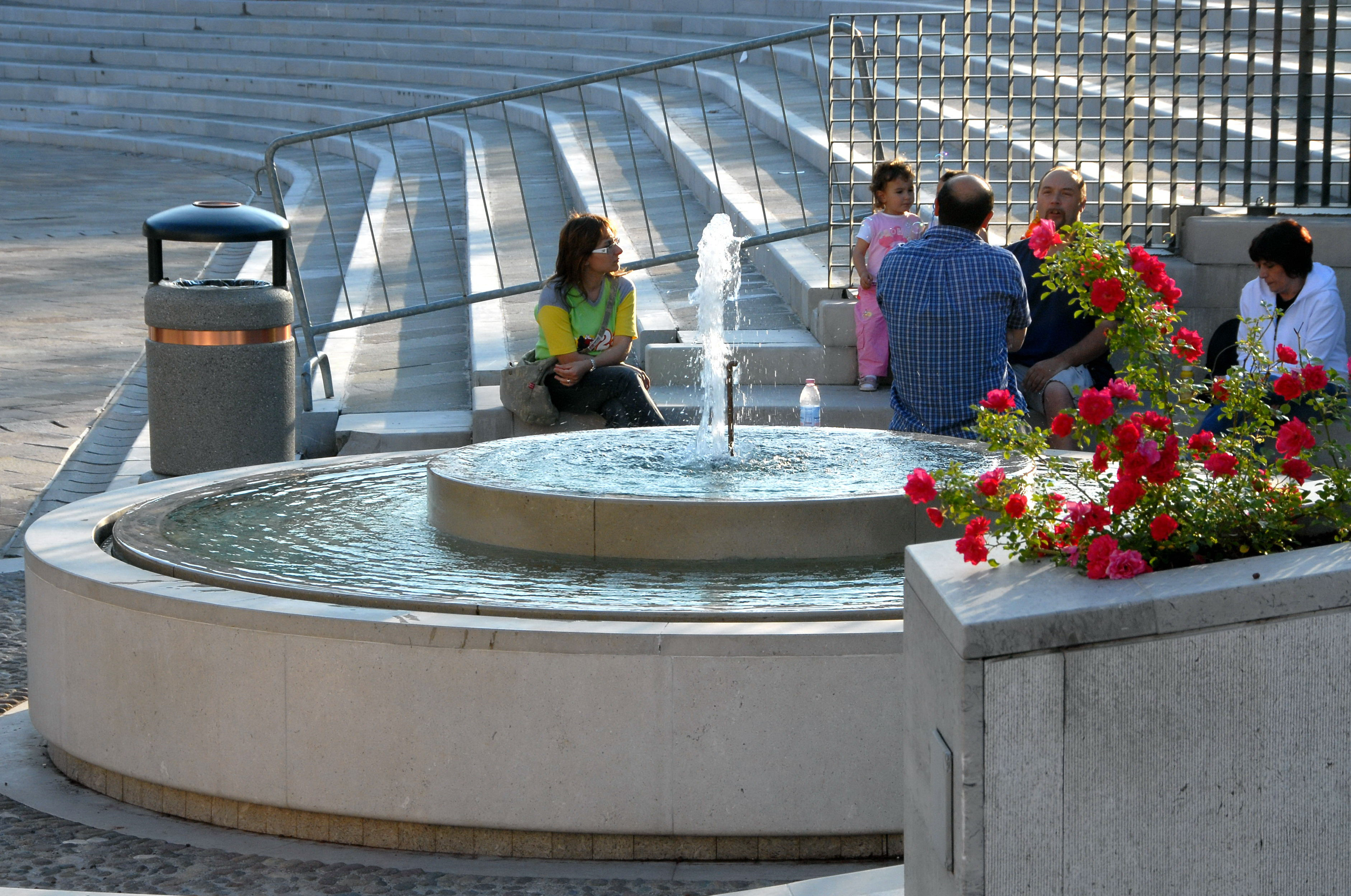
Treffpunkt am Brunnen auf dem Tarviser Hauptplatz
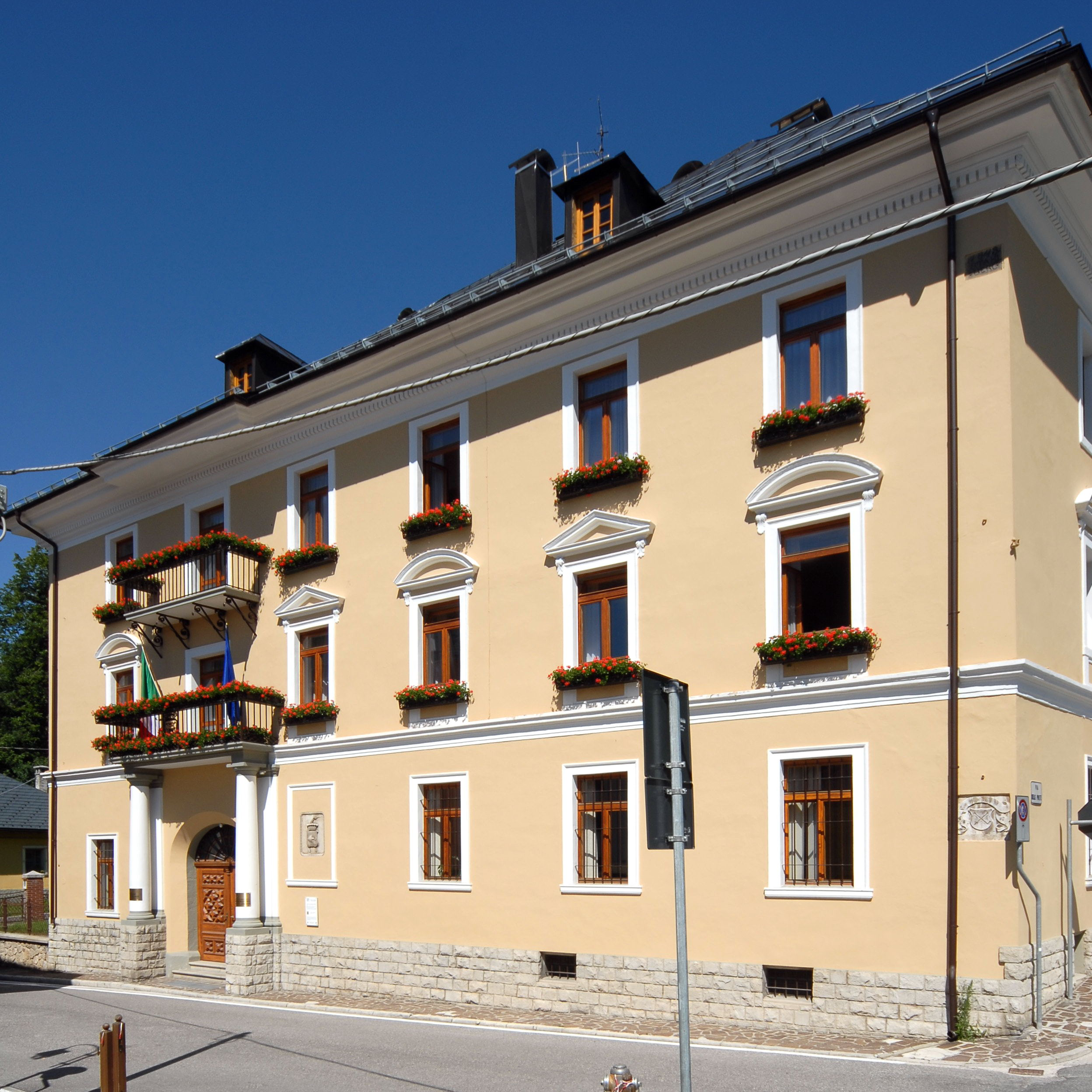
Palazzo Forestale in Tarvis

## Persönlichkeiten

### Söhne und Töchter der Gemeinde
- Isidor Himmelbaur (1858–1919), österreichischer Bibliothekar
- Ildegarda Taffra (1934–2020), Skilangläuferin
- Augusto Lauro (1923–2023), Bischof von San Marco Argentano-Scalea
- Mario Arpino (* 1937), General
- Sergio Balbinot (* 1958), Versicherungsmanager
- Nives Meroi (* 1961), Höhenbergsteigerin, die alle Achttausender ohne zusätzlichen Sauerstoff bestiegen hat
- Romano Benet (* 1962), Höhenbergsteiger, Ehemann von Nives Meroi
- Lara Della Mea (* 1999), Skirennläuferin

### In Tarvis haben gewirkt
- Kajetan Schnablegger (1843–1894), österreichischer Bergwerks- und Immobilienbesitzer und Politiker, von 1874 bis 1894 Bürgermeister in Tarvis